# 尾崎和彦
尾崎 和彦（おざき かずひこ、1936年2月14日 - ）は、日本の哲学者。専攻は宗教哲学・北欧文化研究。明治大学名誉教授。

## 経歴
1936年、岡山県生まれ。1967年に京都大学大学院文学研究科博士課程単位取得。その後は岡山商科大学講師となり、後に助教授昇進。1970年から1971年にかけてコペンハーゲン大学、ミュンヘン大学、テュービンゲン大学に留学。
1975年、明治大学政経学部の助教授となる。1977年より教授。1989年にはコペンハーゲン大学客員研究員、ウプサラ大学客員研究員となった。1994年に『北欧神話・宇宙論の基礎構造-『巫女の予言』の秘文を解く』を京都大学に提出して文学博士号を取得。2007年に明治大学を定年退任し、名誉教授となった。

## 著作

### 単著
- 『北欧思想の水脈 - 単独者・福祉・信仰‐知論争』世界書院、1994年
- 『北欧神話・宇宙論の基礎構造 - 「巫女の予言」の秘文を解く』白凰社〈明治大学人文科学研究所叢書〉、1994年
- 『スウェーデン・ウプサラ学派の宗教哲学 - 絶対観念論から価値ニヒリスムへ』東海大学出版会〈明治大学人文科学研究所叢書〉、2002年
- 『生と死・極限の医療倫理学 - 北欧・スウェーデンにおける「安楽死」問題を中心に』創言社、2002年
- 『ディープ・エコロジーの原郷 - ノルウェーの環境思想』東海大学出版会、2006年
- 『北欧学 - 構想と主題』北樹出版、2018年

### 共著
- 金子光男と共著『環境の思想と倫理 - 環境の哲学、思想、歴史、運動、政策』人間の科学社、2005

### 翻訳
- ヨハネス・スレーク『実存主義』法律文化社、1976年
- E.ガイスマー『キェルケゴールの宗教思想』東海大学出版会、1978年
- ベルンハルト・メールポール『絶望の形而上学 - キェルケゴール「死に至る病」の問題』東海大学出版会〈東海選書〉1980年
- パトリック・マスターソン『無神論と疎外 - 現代無神論の哲学的源泉の研究』法律文化社、1980年
- 野の百合と空の鳥-三つの敬虔な講話　キルケゴールの講話・遺稿集 6 飯島宗享編 新地書房 1980.1
- キェルケゴール著作全集 原典訳記念版 第10巻 愛の業 佐藤幸治共訳 創言社 1991.8
- アクセル・オルリック『北欧神話の世界 - 神々の死と復活』青土社、2003年

### 論文
- 「H.ブレクナーのキェルケゴール理解--19世紀デンマークにおける『信-知論争』考察の方法論を求めて」『明治大学教養論集』通号427、明治大学教養論集刊行会、2008年、ISSN 03896005
- 「ヨーロッパ思想史における「信-知」問題の展開 - ハンス・ブレクナーによる明治大学教養論集」『明治大学教養論集』通号433、明治大学教養論集刊行会、2008年、ISSN 03896005